# An Brouckmans
An Brouckmans (Leuven, 24 maart 1958) is een Belgisch redactrice.

## Levensloop
Brouckmans studeerde sociologie aan de Katholieke Universiteit Leuven.
Na haar studies ging ze aan de slag als eindredactrice bij Flair, dat toen nog geleid werd door Wiel Elbersen. Bij dit weekblad bekleedde ze verschillende functies. Bij de lancering van Feeling werd ze aangesteld als adjunct-hoofdredactrice. Later werd ze hoofdredactrice van dit maandblad.
In 1996 werd ze hoofdredactrice van Flair, een functie die ze uitoefende tot maart 2008. Vervolgens werd ze aangesteld als editorial manager van de maandbladen van Sanoma Belgium. Als hoofdredactrice van Flair werd ze opgevolgd door Mie Van der Auwera. Onder Brouckmans hoofdredacteurschap verspreidde Flair naar aanleiding van de Dag van het Orgasme in december 2007 ruim 150.000 minivibrators met hun weekblad.
Vervolgens werd ze in augustus 2011 hoofdredacteur van Vitaya Magazine en het Feeling-kookmagazine Njam!. In maart 2013 werd ze content manager van Feeling en Gael en in 2017 hoofdredactrice van deze tijdschriften.